# 布里克梅尼勒-弗洛克西库尔
布里克梅尼勒-弗洛克西库尔（法語：Briquemesnil-Floxicourt，法語發音：[bʁikmenil flɔksikuʁ]）是法国上法蘭西大區索姆省的一个市镇，属于亚眠区。该市镇于1925年由原市镇布里克梅尼勒（Briquemesnil）和弗洛克西库尔（Floxicourt）合并而成。

## 地理
布里克梅尼勒-弗洛克西库尔（49°53'4"N, 2°5'11"E）面积7.35 平方千米，位于法国上法蘭西大區索姆省，该省份为法国北部沿海省份，北起加来海峡省和北部省，西接滨海塞纳省和大西洋英吉利海峡，南至瓦兹省，东临埃纳省。

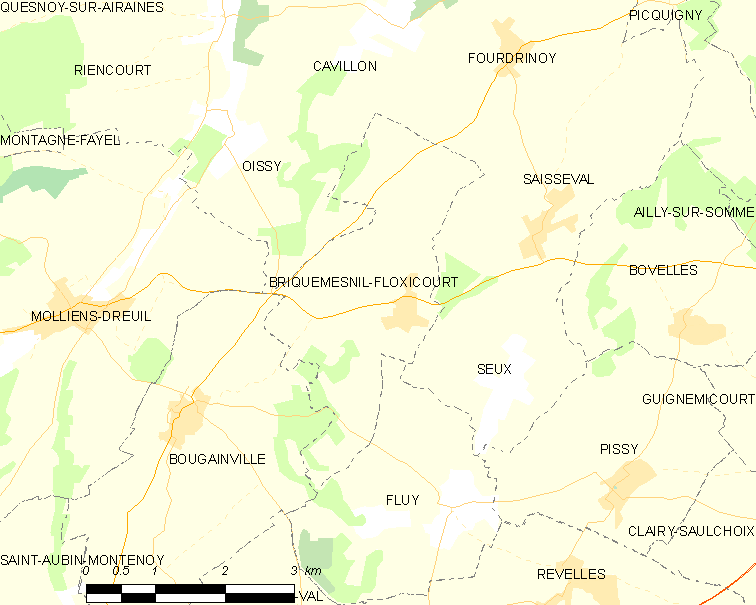
布里克梅尼勒-弗洛克西库尔的OSM定位图

与布里克梅尼勒-弗洛克西库尔接壤的市镇（或旧市镇、城区）包括：布干维尔、卡维永、弗吕、瓦西、赛斯瓦勒、瑟村。
布里克梅尼勒-弗洛克西库尔的时区为UTC+01:00、UTC+02:00（夏令时）。

## 行政
布里克梅尼勒-弗洛克西库尔的邮政编码为80540，INSEE市镇编码为80142。

## 政治
布里克梅尼勒-弗洛克西库尔所属的省级选区为索姆河畔阿伊县。

## 人口
布里克梅尼勒-弗洛克西库尔于2022年1月1日时的人口数量为342人。

1962-2008年间布里克梅尼勒-弗洛克西库尔人口变化图示